# Federico de Castro y Bravo
Federico de Castro y Bravo (* 21. Oktober 1903 in Sevilla; † 19. April 1983 in Madrid) war ein spanischer Jurist. Er lehrte als Professor die Fächer Zivilrecht sowie internationales Privatrecht an verschiedenen Universitäten seines Heimatlandes und wirkte von 1970 bis 1979 als bisher einziger Jurist aus Spanien als Richter am Internationalen Gerichtshof.

## Leben
Federico de Castro absolvierte seine akademische Ausbildung an der Universität Madrid und promovierte 1926 in Geschichte sowie ein Jahr später in Rechtswissenschaften. Ab 1929 wirkte er zunächst vertretungsweise als Professor an der Universität Sevilla, anschließend war er ab 1930 als ordentlicher Professor für Zivilrecht an der Universität La Laguna, ab 1931 an der Universität Salamanca und ab 1933 erneut an der Universität Sevilla tätig. 1934 wechselte er an die Universität Madrid, an welcher er neben Zivilrecht auch internationales Privatrecht lehrte. Im Jahr 1961 unterrichtete er auch als Dozent an der Haager Akademie für Völkerrecht.
Darüber hinaus war er Rechtsberater des spanischen Außenministeriums in Fragen des internationalen Rechts sowie Mitglied der Delegation seines Heimatlandes zur siebten Sitzung der Haager Konferenz für Internationales Privatrecht und in den Jahren 1968/1969 Leiter der spanischen Delegation bei den Verhandlungen zum Wiener Übereinkommen über das Recht der Verträge. Von 1970 bis 1979 gehörte er als Richter dem Internationalen Gerichtshof in Den Haag an, an dem er zuvor bereits in einem Fall als Ad-hoc-Richter fungiert hatte.
Federico de Castro, der Mitglied der Königlichen Akademie für Jurisprudenz und Gesetzgebung (Real Academia de Jurisprudencia y Legislación) war, begründete 1948 unter dem Titel Anuario de Derecho Civil eine der renommiertesten juristischen Fachzeitschriften in Spanien und verfasste mit dem zunächst in zwei und später in drei Bänden erscheinenden Werk Derecho civil de España ein bedeutendes Lehrbuch zum spanischen Zivilrecht. Darüber hinaus wirkte er als Mitherausgeber der Revista española de Derecho internacional.

## Werke (Auswahl)
- Compendio de Derecho civil. Madrid 1957 (weitere Auflagen 1964 und 1970)
- Código civil de España. Madrid 1959
- La persona jurídica. Madrid 1984
- Derecho civil en España. Zwei Bände. Madrid 1952–1955 (weitere Auflagen 1984 und 2008)